# Pedro Sanches de Farinha
Pedro Sanches Farinha (16?? — 1703), foi capitão do donatário das ilhas do Pico e Faial entre 1680 e 1703. Após um período de incorporação da capitania do Pico e do Faial nos próprios da coroa, D. Pedro II, ainda regente, concede no ano de 1680 o cargo de capitão do donatário nas ilhas do Faial e Pico a seu filho Rodrigo Sanches de Baena e Farinha.
Cavaleiro professo na Ordem de Cristo. Comendador de Santo André de Esgueira, na Ordem de Cristo. Secretário do Desembargo do Paço, na Repartição de Justiças e secretário das Mercês. Familiar do Santo Ofício, em 28 de Setembro de 1663.
Casou, a 18 de Setembro de 1647, em Lisboa, com D. Luísa de Baena, filha de Bento de Baena Sanches (irmão de João Sanches de Baena e de sua mulher D. Maria Machado da Costa.